# Germaine Oury-Desruelles
Pour les articles homonymes, voir Desruelles et Oury.
Germaine Oury-Desruelles, née le 6 octobre 1889 à Valenciennes et morte à Ville-d'Avray le 13 février 1978, est une sculptrice française.

## Vie et œuvre
Quelques-unes de ses œuvres sont exposées au Musée des Années Trente, à Boulogne-Billancourt, d'autres sont conservées au musée des Beaux-Arts de Valenciennes. Le plâtre de sa Statue du Rabbin Abraham Bloch, du musée des beaux-arts de Valenciennes est mis en dépôt au musée d'art et d'histoire du judaïsme, à Paris, où il est exposé. Cette statue lui vaut une médaille d'or lors du Salon des artistes français en 1934.
Elle expose au Salon d'Hiver en 1935 et 1937. Elle est alors domiciliée 4, villa Dupont, Paris (16e).
Elle se réfugia à La Flèche dans la Sarthe de 1939 à 1943.
Elle fut l'épouse du sculpteur Félix-Alexandre Desruelles. Elle est enterrée à Valenciennes.